# The Incredible Machine (film)
Pour le jeu vidéo, voir The Incredible Machine.
Pour plus de détails, voir Fiche technique et Distribution.
The Incredible Machine est un film américain réalisé par Irwin Rosten, sorti en 1975.

## Synopsis
Ce documentaire propose une exploration du corps humain : photographie, son, rayons X...

## Fiche technique
- Titre : The Incredible Machine
- Réalisation : Irwin Rosten
- Scénario : Irwin Rosten
- Narration : E. G. Marshall
- Musique : Billy Goldenberg
- Photographie : Erik Daarstad, John Arthur Morrill et Lennart Nilsson
- Montage : Hyman Kaufman
- Production : Irwin Rosten
- Société de production : National Geographic Society et Wolper Productions
- Pays :  États-Unis
- Genre : Documentaire
- Durée : 60 minutes
- Dates de sortie : 
  -  États-Unis : 28 octobre 1975 (télévision)

## Distinctions
Le film a été nommé à l'Oscar du meilleur film documentaire.